# Christian Gmelin
Christian Gottlob Gmelin (Tubinga, 12 de octubre de 1792 - Tubinga, 13 de mayo de 1860) fue un químico y mineralogista alemán.
Gmelin fue profesor de química y farmacia en la Eberhard Karls Universität von Tübingen. En 1828 fue uno de los primeros en inventar un proceso para la manufactura artificial de azul ultramar. En 1818, Gmelin fue el primero en observar que las sales de litio daban un  rojo brillante en las llamas.
Falleció en Tubinga, en 1860.